# Kleiner Sandaal
Der Kleine Sandaal (Ammodytes marinus) ist ein langgestreckter, kleiner Meeresfisch aus der Familie der Sandaale (Ammodytidae). Er kommt von Bäreninsel, der Südwestküste von Nowaja Semlja und den Küsten von Island und Grönland bis zum Ärmelkanal vor, außerdem in der westlichen Ostsee. In der Nordsee ist der Kleine Sandaal die häufigste Sandaalart.

## Merkmale
Die Fische werden ca. 25 Zentimeter lang. Im Unterschied zum sehr ähnlichen Tobiasfisch (Ammodytes tobianus) ist der Schwanzflossenansatz beim Kleinen Sandaal unbeschuppt und die Bauchschuppen, die beim Tobiasfisch dicht in sich überlappenden regelmäßigen Winkeln angeordnet sind, sind beim Kleinen Sandaal unregelmäßig angeordnet. Der Oberkiefer ist protaktil (vorstülpbar), der Gaumen ist zahnlos.
- Flossenformel: Dorsale: 56–63; Anale: 29–33[2]

## Lebensweise
Kleine Sandaale leben in großen Schwärmen mehr im offenen Meer als küstennah in Tiefen von 10 bis 150 Metern. Sie halten sich bevorzugt über Kiesböden und an Bänken mit starker Gezeitenströmung auf und ernähren sich von Zooplankton. Abgesehen von der Laichzeit, die zwischen November und Februar stattfindet, verbringen sie den Winter eingegraben im Sand ebenso die Nächte. Die in mehreren Laichvorgängen abgegebenen 4000 bis 25.000 Eier haften an Sand und Kies. Die Larven sind beim Schlupf 4 bis 8 mm lang und leben bis zu einer Länge von 5 cm pelagisch. Kleine Sandaale sind eine wichtige Beute für Kabeljau, Schellfisch und Seelachs.

## Nutzung
Vor der dänischen Küste wird der Kleine Sandaal von einer speziellen Fangflotte in großem Maßstab mit feinmaschigen Schleppnetzen aus der Nordsee gefischt und in Esbjerg zu Fischmehl und Fischöl verarbeitet. Diese Materialien stellen die Grundlage für die Produktion von Pelletfutter für die Forellen-Teichwirtschaft dar.

## Belege
1. 1 2 3 4  Bent J. Muus, Jørgen G. Nielsen: Die Meeresfische Europas. In Nordsee, Ostsee und Atlantik. Franckh-Kosmos Verlag, ISBN 3440078043, Seite 214–215.
2. 1 2  Kleiner Sandaal auf Fishbase.org (englisch)